# Charles Dvorak
Charles Edward Dvorak (Chicago, 27 de novembro de 1878 - Seattle, 18 de dezembro de 1969) foi um atleta e campeão olímpico norte-americano, especializado no salto com vara. Competiu em dois Jogos Olímpicos, Paris 1900 e St. Louis 1904, e foi recordista mundial da prova em 1903.

## Início
Depois da infância e adolescência em Chicago, onde cursou o Lewis Institute, considerado o primeiro colégio júnior dos Estados Unidos,  em 1898 transferiu-se para a Universidade de Michigan, como aluno do Departamento de Literatura, Artes e Ciências. Durante os seis anos em que a cursou, foi capitão da equipe de atletismo, editor de atletismo do jornal da universidade e membro do clube de esgrima. Mesmo antes de se matricular em Michigan, ele já competia no salto com vara, onde tinha a marca pessoal de 2,90 m. Na universidade, ele treinou com o técnico Keene Fitzpatrick, a quem se credita a invenção da técnica moderna do salto com vara. Fitzpatrick ensinou Dvorak a segurar a vara com as duas mãos juntas, o que resultou num aumento signifativo da altura que ele passou a ser capaz de saltar.
Em 1901, ele venceu o campeonato da Conferência do Oeste com um salto de 3,50 m. Após a temporada,  formou-se como bacharel em literatura e no mesmo ano começou a cursar Direito na universidade, formando-se em 1904.

## Paris 1900
Em 1900, o corpo docente da faculdade, alunos, ex-alunos e empresários de Michigan colaboraram com fundos para enviar Dvorak, o técnico Fitzpatrick e mais três alunos da universidade aos Jogos Olímpicos de Paris. Em Paris, ele perdeu a final da prova depois de uma controvérsia sobre a realização dela no domingo, dia no qual muitos dos atletas não queriam competir em respeito religioso ao Sabá. O salto com vara, prova em que ele era favorito, foi marcada para domingo. Mesmo assim, ele e outro atleta foram até o campo de provas, onde lhes foi dito que não se preocupassem, pois a prova havia sido transferida. Depois que se retiraram, entretanto, os dirigentes mudaram sua decisão e a prova foi realizada, com a vitória do também norte-americano Irving Baxter, com um salto de 3,30 m. Por causa da confusão e de todas as reclamações posteriores, uma nova prova, não-oficial, foi marcada para o dia seguinte, para os atletas que não haviam competido por motivos religiosos. Nela, Dvorak ganhou uma medalha de prata não-oficial, com um salto de 3,38 m, superior ao do campeão Baxter no dia anterior.

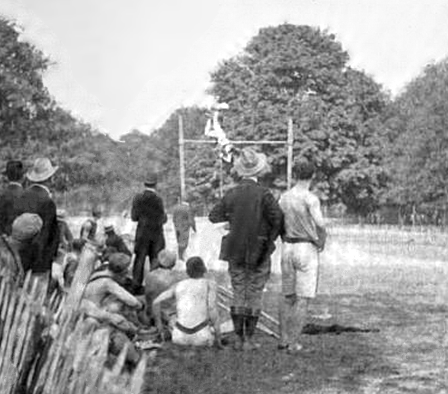
Dvorak saltando na "prova de consolação" em Paris 1900.

No retorno aos EUA, o técnico Fitzpatrick elogiou os atletas americanos e criticou os dirigentes franceses por marcarem provas no domingo: "Os americanos se mostraram superiores aos outros em todas as modalidades atléticas. Eles ganharam praticamente tudo. Nós sentimos profundamente a falta de fé dos realizadores dos Jogos de Paris marcando provas no domingo, mas não podíamos fazer mais nada do que entrar com um protesto formal".
Uma versão completamente diferente desta, entretanto, foi publicada em outubro de 1900 no jornal The Michigan Alumnus. De acordo com ele, a técnica de Dvorak no salto, ensinada por Fitzpatrick, encantou os franceses, que gritavam "Bravo, Bravo!" a cada salto do americano nas eliminatórias. No dia da final, porém, ele e os saltadores da Universidade de Princeton resolveram não cruzar a pista onde os velocistas dos 100 m disputavam suas eliminatórias, e por isso só chegaram até o lugar da prova quando os primeiros competidores já realizavam seus saltos, não sendo permitida sua participação por chegarem atrasados.
Nestes Jogos, ele também se tornou conhecido por ser o primeiro saltador a usar varas de bambu ao invés das tradicionais e mais pesadas varas de nogueira anteriores. A vara de nogueira que havia trazido consigo dos EUA quebrou durante os treinamentos. Um observador relembrou: "Ouvimos um barulho de algo rasgando e se quebrando e o vimos deitado na grama ao lado de sua vara feita em pedaços". Apesar de machucado na queda, Dvorak pegou emprestado uma vara fina de bambu sem uso de outro competidor dinamarquês e a usou para completar seus saltos no evento de consolação. Ele passou a usar varas de bambu pelos anos seguintes, descartando-a apenas quando quebrou o recorde mundial da prova em 1903.

## St. Louis 1904

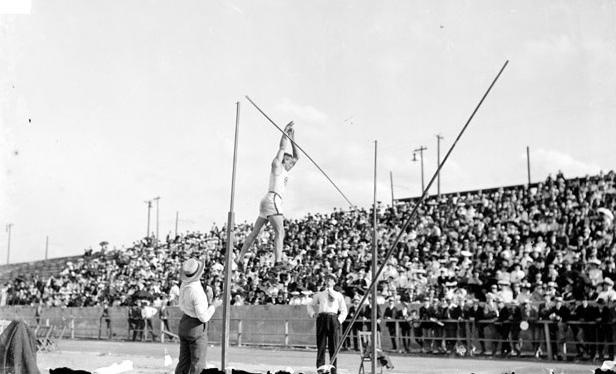
Dvorak competindo em St. Louis 1904.

Em maio de 1903, Dvorak quebrou o recorde mundial do salto com vara em Ann Arbor, Michigan, com um salto de 3,63 m, o que o credenciou como favorito para os Jogos Olímpicos de Saint Louis. De volta aos Jogos na equipe olímpica americana, sem que qualquer outro adversário conseguisse saltar acima de 3,35 m, ele conquistou finalmente  a medalha de ouro olímpica com a marca de 3,50 m, um novo recorde olímpico. Seu salto foi assim descrito por um jornalista:
"Havia um grupo unusualmente muito bom na disputa do salto do vara. Cinco competidores tinham quebrado o recorde olímpico anterior até o salto final, resumido a três atletas. Charles Dvorak mostrou sua classe e a partir dos 3,35 m ele competiu sozinho, com os outros competidores empatados naquela marca sem conseguir superá-la. Sua melhor marca foi de 3,50 m, estabelecendo um novo recorde olímpico, superando a marca de Irving Baxter - 3,30 m - da Universidade da Pensilvânia, conseguida nos Jogos anteriores de Paris 1900".

## Vida posterior
Depois de abandonar o esporte, Dvorak trabalhou os 35 anos seguintes como advogado, plantador de maçãs, funcionário público, professor e técnico de atletismo. Morreu aos 91 anos de idade, morando então na cidade de Seattle. Em 2008 foi empossado post-mortem no Hall da Fama do Atletismo do estado de Michigan.